# Roestkraaglijstergaai
De roestkraaglijstergaai (Trochalopteron yersini; synoniem: Garrulax yersini) is een zangvogel uit de familie Leiothrichidae. Het is een bedreigde, endemische vogelsoort in Vietnam. De vogel werd in 1919 geldig beschreven op grond van vondsten uit de hooglanden van Vietnam in april en mei 1918. Deze lijstergaai werd vernoemd naar de ontdekker van de pestbacil Alexandre Yersin, die in Vietnam landbouwkundige onderzoekinstellingen oprichtte en door de soortauteurs als "ontdekker" van het Langbianplateau  werd beschouwd.

## Kenmerken
De vogel is 26 tot 28 cm lang. Het is een opvallend getekende vogel met een zwarte kop met een zilverkleurige vlek rond het oor, verder oranjebruin rond de hals, borst, buik en vleugels en een donkere mantel.

## Verspreiding en leefgebied
Deze soort is endemisch in Vietnam. Het leefgebied is montaan groenblijvend bos tussen de 1400 en 2440 m boven zeeniveau. Belangrijke leefgebieden liggen in het Nationaal park Bidoup Núi Bà waarin het Langbianplateau ligt. Dit is een van de grootste natuurparken van Vietnam.

## Status
De roestkraaglijstergaai heeft een beperkt verspreidingsgebied en daardoor is de kans op uitsterven aanwezig. De grootte van de populatie werd in 2024 door BirdLife International geschat 2000-10.000 volwassen individuen en de populatie-aantallen nemen af door habitatverlies. Het leefgebied wordt aangetast door ontbossing waarbij in de Vietnamese hooglanden rond  Đà Lạt bos wordt omgezet in gebied voor agrarisch gebruik en menselijke bewoning. Om deze redenen staat deze soort als bedreigd op de Rode Lijst van de IUCN.